# Claude Lelouch
Claude Lelouch (født 30. oktober 1937) er en fransk filminstruktør.
Manden og kvinden vandt både en Oscar og den Gyldne Palme.
Han har syv børn; de heder Sarah, Salomé, Sachkah, Seb, Simon, Shaya, og Stella.

## Udvalgte film
- Un homme et une femme (Manden og kvinden, 1966)
- Les Uns et les autres (1981)
- Les Misérables (1995)
- Hasards ou coïncidences (1998)
- And Now…Ladies and Gentelmen (2001)